# Vlag van New Brunswick

Vlag van New Brunswick (ratio 5:8)

Vlag van de luitenant-gouverneur van New Brunswick

De huidige vlag van New Brunswick is een banier die gemodelleerd is naar het wapen van de provincie. De vlag is sinds 24 februari 1965 een officieel symbool van New Brunswick. De vlag werd voor het eerst officieel gehesen op 25 maart 1965.

Vlag van New Brunswick, 1950-1965

Het bovenste deel van de vlag, ter grootte van een derde van de vlag, toont de leeuw die de band tussen Engeland en het voormalige Duitse land Brunswijk symboliseert. Het onderste deel van de vlag wordt ingenomen door een Spaans galjoen, een traditioneel heraldisch symbool voor een schip. Het verwijst naar de scheepsindustrie die in het verleden van groot belang was voor de economie van de provincie.
Tussen 1950 en 1965 gebruikte de provincie een Brits blauw vaandel met aan de rechterkant het provinciale wapen.
De luitenant-gouverneur van New Brunswick, de vertegenwoordiger van de Canadese Kroon in de provincie, heeft een persoonlijke standaard waarop het gekroonde wapenschild van New Brunswick op een blauwe achtergrond staat, omringd door tien esdoornbladeren die de tien Canadese provincies moeten symboliseren.